# 正规数
数学上，粗略来说，正规数（Normal Number）指，数字显示出随机分布，且每个数字出现机会均等的实数。「数字」指的是小数点前有限个数字（整数部份），以及小数点后无穷数字序列（分数部份）。
设b是大于1的整数，x是实数。考虑以b为底的位值记数法中x的数字序列。若s是以b为底的有限数字序列，我们以N(s,n)表示字串s在x的开首n个数字出现次数。数x称为以b为底正规，若对任意长度k的字串s
{\displaystyle \lim _{n\to \infty }{\frac {N(s,n)}{n}}={\frac {1}{b^{k}}}}。
（即是说在x的数字中找到字串s的概率，就像在完全随机生成的数字序列中的一样）。x称为正规数（有时称为绝对正规数），如果以任何b为底x都是正规。
这个概念是由埃米尔·博雷尔在1909年创造。用波莱尔－坎泰利引理，他证明了正规数定理：几乎所有实数是正规的，意思是非正规数集合的勒贝格测度为0。这定理证明存在正规数，但首先给出一个例子的是瓦茨瓦夫·谢尔宾斯基（Wacław Sierpiński）。
非正规数集合是不可数的，这个结果容易得出，想法是从每个实数中完全除去一个数字。
钱珀瑙恩数（Champernowne）
0.1234567891011121314151617...
是从连结所有自然数的数字而得出的数，它以10为底正规，但可能在某些底不是正规。
克柏蘭-爾杜斯常數（Copeland-Erdős）
0.235711131719232931374143...
从连结所有质数的数字而得出的数，也是以10为底正规。
无论在任何底下均没有为正规数的有理数，因为它们的数字序列最终会循环出现。瓦茨瓦夫·谢尔品斯基在1917年给出第一个明确构造的一个正规数。韋羅妮卡·比彻（Verónica Becher）和桑蒂亞戈·菲盖拉(Santiago Figueira)构造一个可计算正规数；柴廷常數{\displaystyle \Omega }给出一个不可计算的正规数例子。
要证明一个不是明确构造为正规数的数的正规性非常困难。例如2的平方根{\displaystyle {\sqrt {2}}}、圆周率{\displaystyle \pi }（2000年時數學家证明了π的2進數-正规性可以由一个有关混沌理论的合理但尚未证明的猜想导出 ）、2的自然对数{\displaystyle \ln 2}和e是否正规仍不知道。（但基于实验证据，猜想它们很可能是正规数。）证明仍遥不可及：就连哪些数字在这些常数的10进表示法无穷次出现仍不知道。大卫·贝利（David H. Bailey）和理查德·克兰德尔（Richard E. Crandall）在2001年猜想每个无理代数数是正规的，雖没有找到反例，卻還没有一个这样的数被证明在每个底都是正规的。